# Suðurkjördæmi
Suðurkjördæmi (en español Sur) es una de las seis circuncsripciones (kjördæmi) de Islandia. Su capital es Keflavík.

## Geografía
Es la única circunscripción que limita con las otras cinco, incluyendo las de carácter urbano de Reikiavik. Su territorio incluye los glaciares de Vatnajokull (en parte en Norðausturkjördæmi), Eyjafjallajökull, Mýrdalsjökull, Tindfjallajökull, Torfajökull y, en sus límites septentrionales, la parte sur de Hofsjökull y Langjökull.

## Administración

### Composición
La circunscripción incluye 20 municipios, cinco condados y tres regiones.
- Municipios: Árborg, Ásahreppur, Bláskógabyggð, Flóahreppur, Garður, Grímsnes- og Grafningshreppur, Grindavík, Höfn, Hrunamannahreppur, Hveragerði, Reykjanesbær, Mýrdalshreppur, Ölfus, Rangárþing eystra, Rangárþing ytra, Sandgerði, Skaftárhreppur, Skeiða- og Gnúpverjahreppur, Vestmannaeyjar y Vogar.
- Condados: Árnessýsla, Gullbringusýsla, Rangárvallasýsla, Austur-Skaftafellssýsla y Vestur-Skaftafellssýsla.
- Regiones: Austurland,[1] Suðurlandy Suðurnes.[2]

### Ciudades
Las localidades con estatus de ciudad, organizadas por número de habitantes, son las siguientes 16:
- Keflavík (8.169)
- Selfoss (6.574)
- Njarðvík (4.400)
- Vestmannaeyjar (4.135)
- Grindavík (2.817)
- Hveragerði (2.281)
- Höfn (2.200)
- Sandgerði (1.723)
- Garður (1.,451)
- Þorlákshöfn (1.433)
- Vogar (1.206)
- Hvolsvöllur (800)
- Hella (750)
- Eyrarbakki (577)
- Stokkseyri (530)
- Vík í Mýrdal (300)